# Coupe du Golfe des clubs champions 2001
Navigation
Koweit City 2000 Mascate 2002
La Coupe du golfe des clubs champions 2001 est la 18e édition de la Coupe du golfe des clubs champions. Organisée à Al Ain aux Émirats arabes unis, elle regroupe au sein d'une poule unique les champions des pays du Golfe Persique. Les clubs rencontrent une seule fois leurs adversaires.
Cette édition fait également office de groupe éliminatoire pour la Coupe des clubs champions arabes 2001, puisque le vainqueur du tournoi se qualifie pour la phase finale de la compétition.

## Équipes participantes
6 équipes prennent part au tournoi :
- Al-Salmiya SC - Champion du Koweït 1999-2000
- Al Ittihad Djeddah - Championnat d'Arabie saoudite 1998-1999
- Al Ain Club - Champion des Émirats arabes unis 1999-2000
- Dhofar Club - Champion d'Oman 1998-1999
- Al Ittihad Doha - Vainqueur de la Prince Crown Cup 1999-2000
- Riffa Club - Champion du Bahrein 1999-2000

## Compétition
| Rang | Équipe             | Pts | J | G | N | P | Bp | Bc | Diff |  | Résultats (▼ dom., ► ext.) |  |     |     |     |     |     |
| ---- | ------------------ | --- | - | - | - | - | -- | -- | ---- |  | -------------------------- |  | --- | --- | --- | --- | --- |
| 1    | Al Ain Club        | 12  | 5 | 4 | 0 | 1 | 6  | 4  | +2   |  | Al Ain Club                |  | 0-2 | 1-0 | 2-1 | 1-0 | 2-1 |
| 2    | Al Ittihad Djeddah | 10  | 5 | 3 | 1 | 1 | 10 | 1  | +9   |  | Al Ittihad Djeddah         |  |     | 0-0 | 0-1 | 1-0 | 7-0 |
| 3    | Dhofar Club        | 10  | 5 | 3 | 1 | 1 | 6  | 3  | +3   |  | Dhofar Club                |  |     |     | 1-0 | 2-0 | 3-2 |
| 4    | Al-Salmiya SC      | 5   | 5 | 1 | 2 | 2 | 5  | 6  | -1   |  | Al-Salmiya SC              |  |     |     |     | 2-2 | 1-1 |
| 5    | Al Ittihad Doha    | 4   | 5 | 1 | 1 | 3 | 6  | 7  | -1   |  | Al Ittihad Doha            |  |     |     |     |     | 4-1 |
| 6    | Riffa Club         | 1   | 5 | 0 | 1 | 4 | 5  | 17 | -12  |  | Riffa Club                 |  |     |     |     |     |     |

| Coupe des clubs champions du golfe Persique Al Ain Club 1er titre |